# Nina Afanasieva

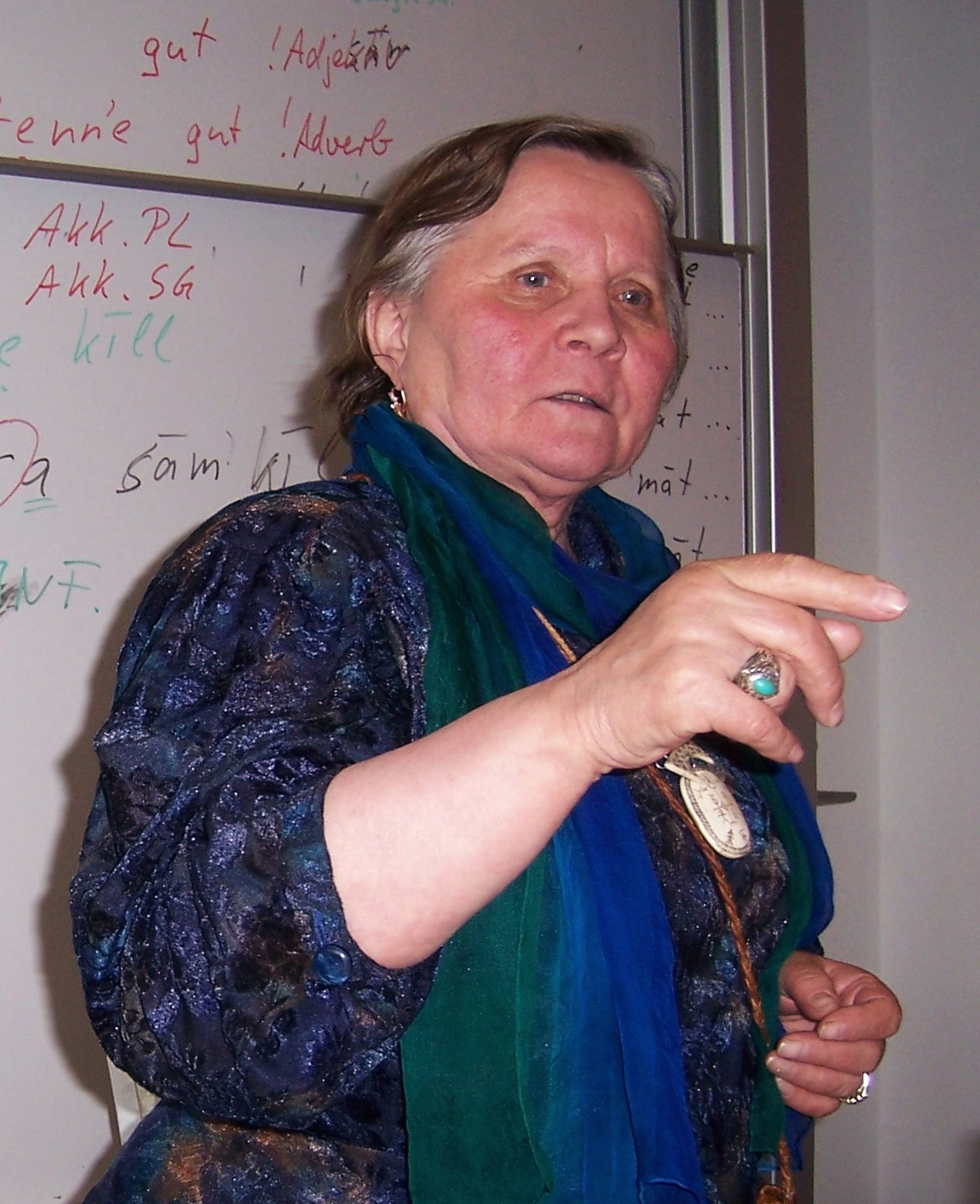
Nina Afanasjeva undervisar i kildinsamiska på Humboldtuniversitetet i Berlin, 2007.

Nina Jelisejevna Afanasieva  (ryska: Нина Елисеевна Афанасьева), född 1 februari 1939 i byn Varsino i Lovozero rajon i Sovjetunionen, är en kildinsamisk politiker och lingvist.
Nina Afanasieva växte upp i en kildinsamisk familj med kildinsamiska som modersmål.
Hon avslutade 1963 sina studier i pedagogik vid Institut Narodov Severa i Leningrad och var till 1983 lärare i ryska språket och litteraturen och också i tyska inom vuxenutbildningen i Apatity och Murmansk.
Sedan 1980 har Nina Afanasieva arbetat med bevarande och utveckling av de samiska språken som talas på Kolahalvön. Hon är medförfattare till den första kildinsamiska-ryska ordboken, som gavs ut 1985. Hon har också varit medförfattare till en rad läroböcker i kildinsamiska.
Sedan perestrojka-perioden har Nina Afanasieva varit en aktiv samepolitiker och minoritetsfolksaktivist. Hon var aktiv i grundandet av "Murmanskka guovllu Sámesearvi" (Murmansks sameorganisation) 1998 och var dess ordförande mellan 1990 och 2010.
Nina Afanasieva talar kildinsamiska, ryska, nordsamiska och tyska flytande. 
Hon fick 2012 Gollegiellapriset, tillsammans med Aleksandra Antonova, för arbetet med att revitalisera kildinsamiska.